# Mesoceros porcatus
Mesoceros porcatus är en bladmossart som beskrevs av Piippo. Mesoceros porcatus ingår i släktet Mesoceros och familjen Notothyladaceae. Inga underarter finns listade i Catalogue of Life.